# Slatinka (Zvolenská Slatina)
Slatinka (1338 Zalatha, 1393 Slathna, 1406 Zalathna - Minor et Maior, 1424, Zalatha, Kyzalatha, 1808 Malá Slatina, Kisszalatna, název Slatinka od 1927) je místní část obce Zvolenská Slatina.

## Dějiny
První zmínka o obci Slatinka pochází z roku 1388, kdy byla zmiňovaná jako Zalatha. Slatinka v 1424 patřila Vígľašskému hradnímu panství. Později se spolumajitelem stalo město Zvolen. 
V roce 1954 bylo ve Státním vodohospodářském plánu ČSR pro území, ve kterém se Slatinka nachází naplánována stavba vodního díla Slatinka. V 1956 byla Slatinka prohlášena za "zánikovou obec",  a byla zakázána výstavba nových domů. V roce 1974 vstoupila v platnost stavební uzávěra se zákazem opravování a modernizace domů. 8.5.1985 byla zrušena kancelář MNV Slatinka, úřad byl předán pod společný národní výbor obce Zvolenská Slatina.
Na základě územního povolení o výstavbě vodního díla byly na přelomu 80. a 90. let vykupovány a vyvlastňované pozemky, které měly být zatopené. Vícero pozemků, včetně těch, které neměly být zatopené, ale byly silně ovlivněny výstavbou, zůstalo nevypořádaných. Stavba však nezačala v plánovaném čase a územní rozhodnutí ztratilo platnost, následně byly některé vyvlastněné pozemky byly vráceny jejich původním majitelům nebo jejich potomkům. 16.11.2000 byl statut Slatinky změněn na rekreační oblast. O 4 dny bylo 58 domů překategorizovano na rekreační objekty; u 17 z nich bez doložení vlastnického práva. Toto rozhodnutí bylo změněno 5.7.2012 krajským úřadem v Banské Bystrici; u 17 nemovitostí toto rozhodnutí zrušil, neboť VVB š.p. nedoložil vlastnická práva. Na základě podnětu Sdružení Slatinka a Společnosti přátel Slatinky z 10.4.2001 adresovaného prokuratuře ve Zvolenu ohledně přezkoumání statutu oblasti Slatinka byl protestem prokurátora tento statut zrušen kvůli konfliktu se zákonem.
V květnu 2013 dostali někteří nájemníci (10, neoficiálně 15) výzvu k vystěhování se do dvou týdnů s odůvodněním život ohrožujícího stavu budov. Původně neměli možnost nahlédnout do posudku statika ani možnost na opravu budov na vlastní náklady.  Zanedlouho Vodohospodářský podnik začal komunikovat ohledně oprav daných budov. 

## Galerie

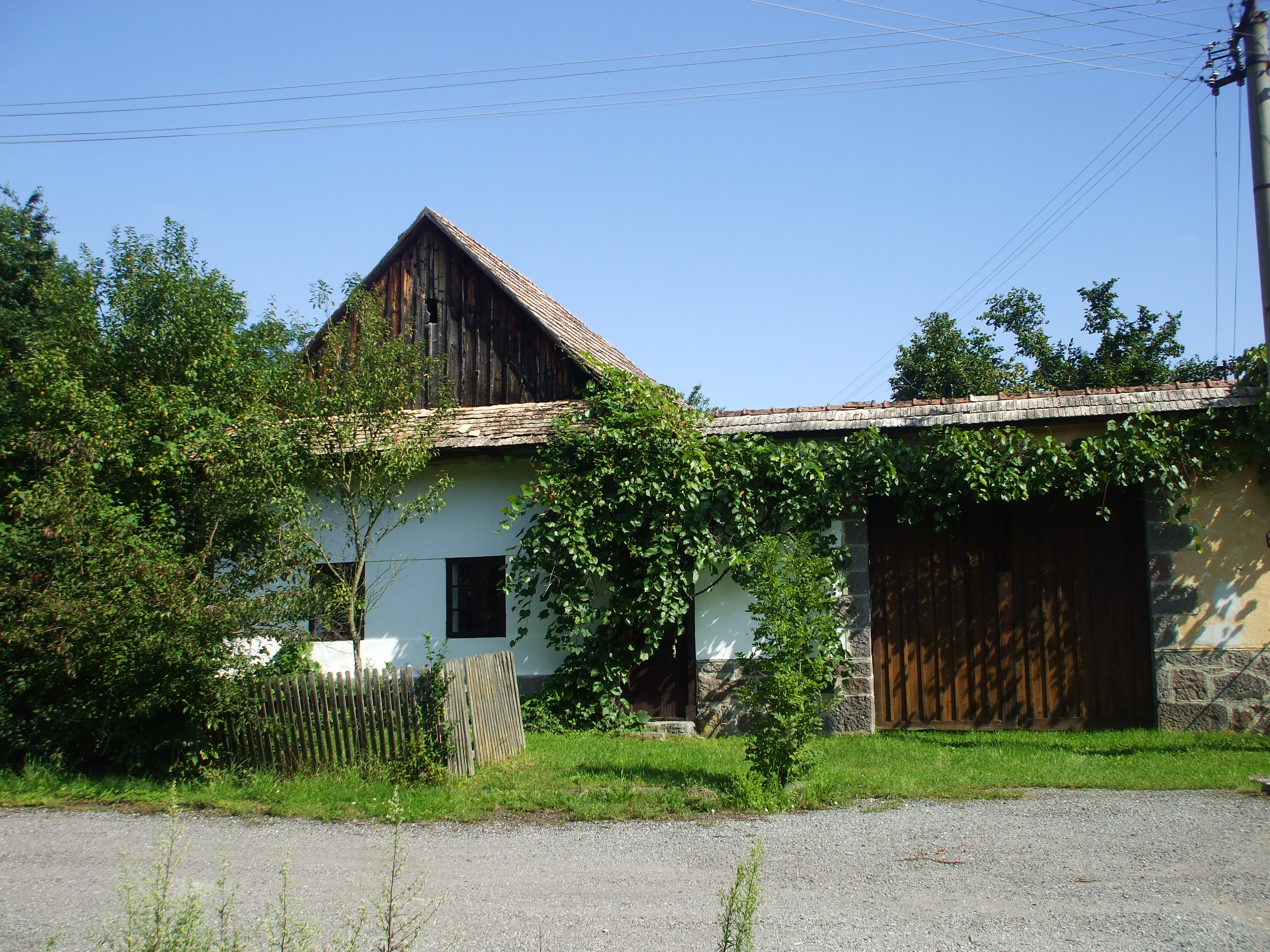
dolní konec
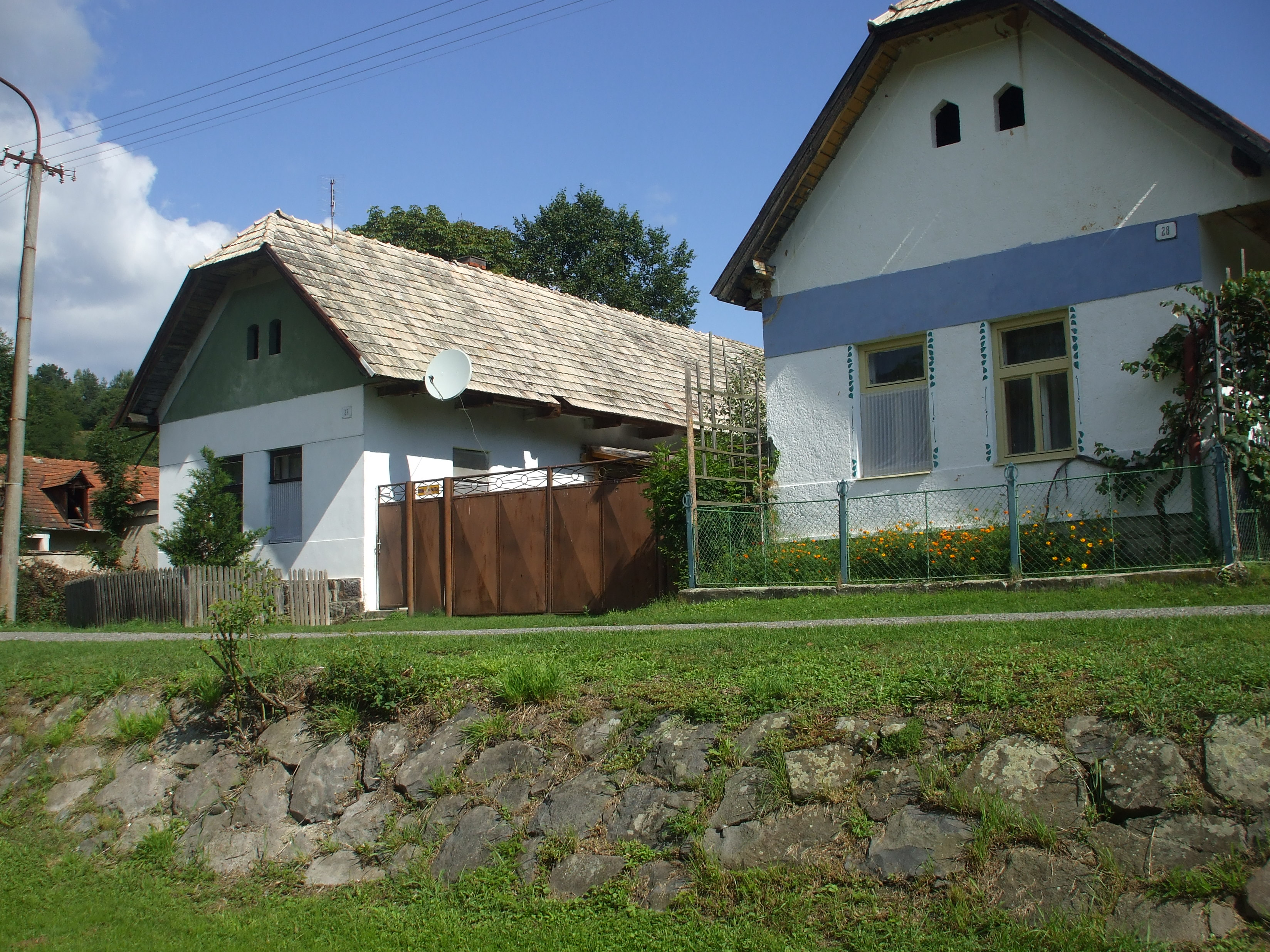
střed
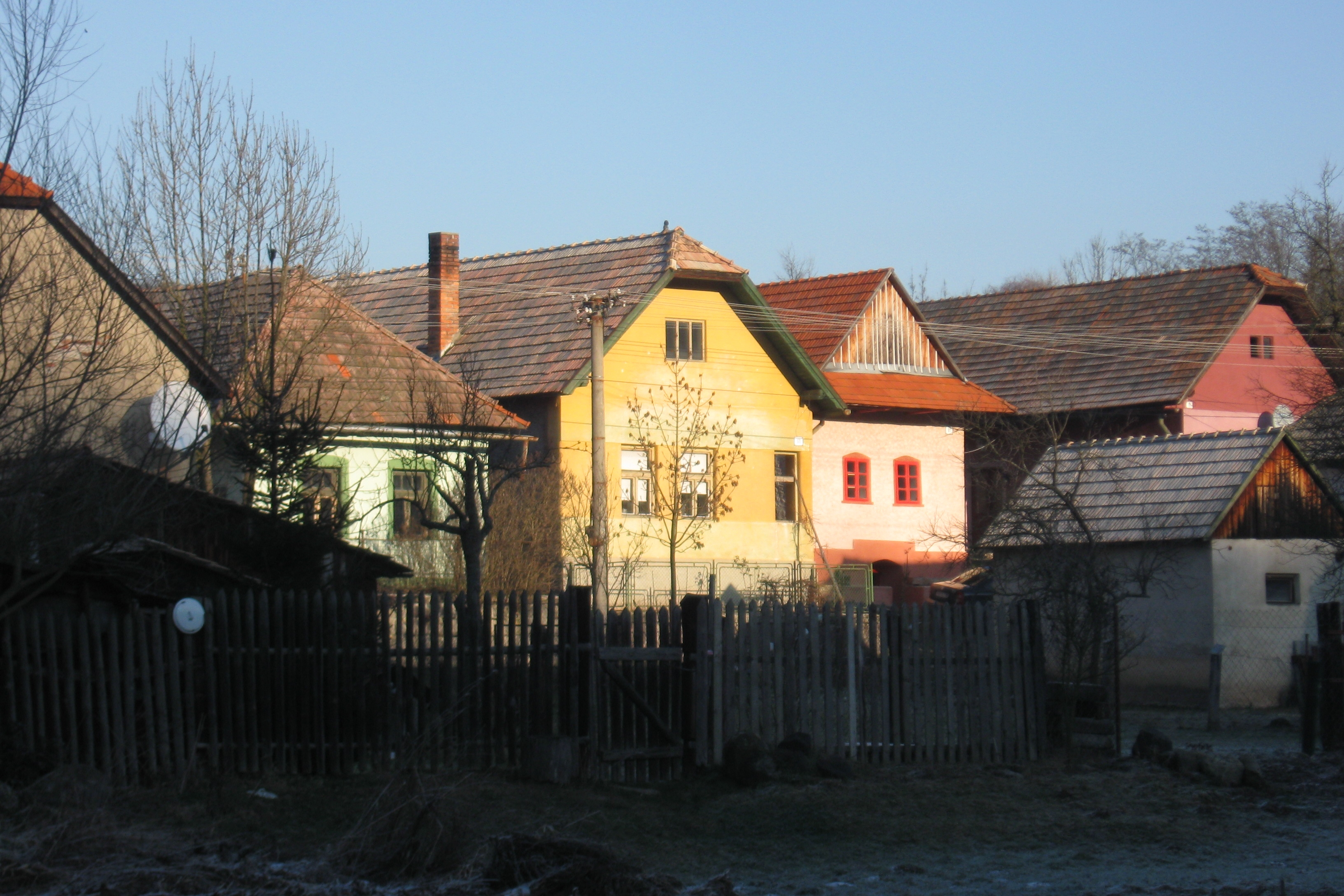
horní konec
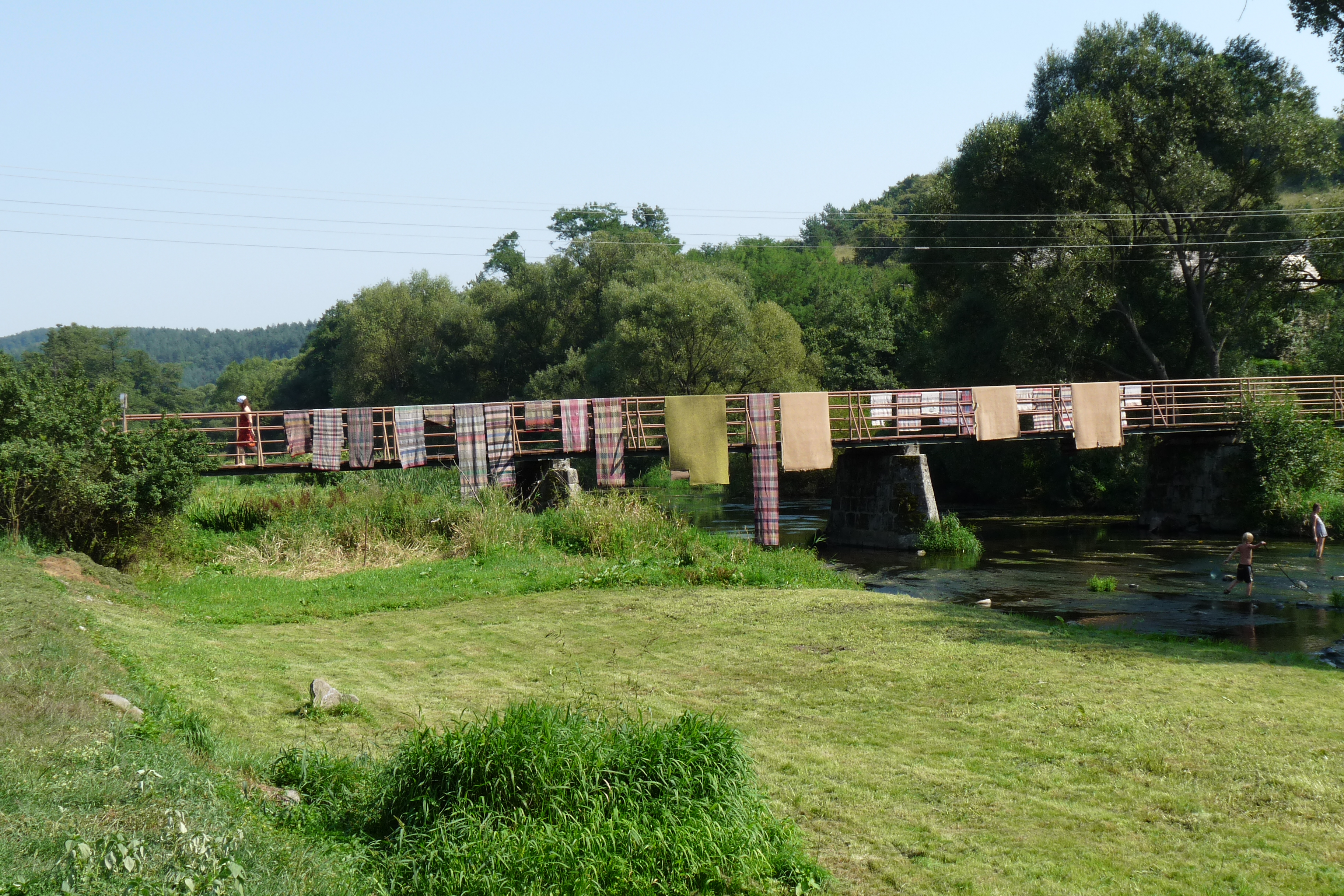
most
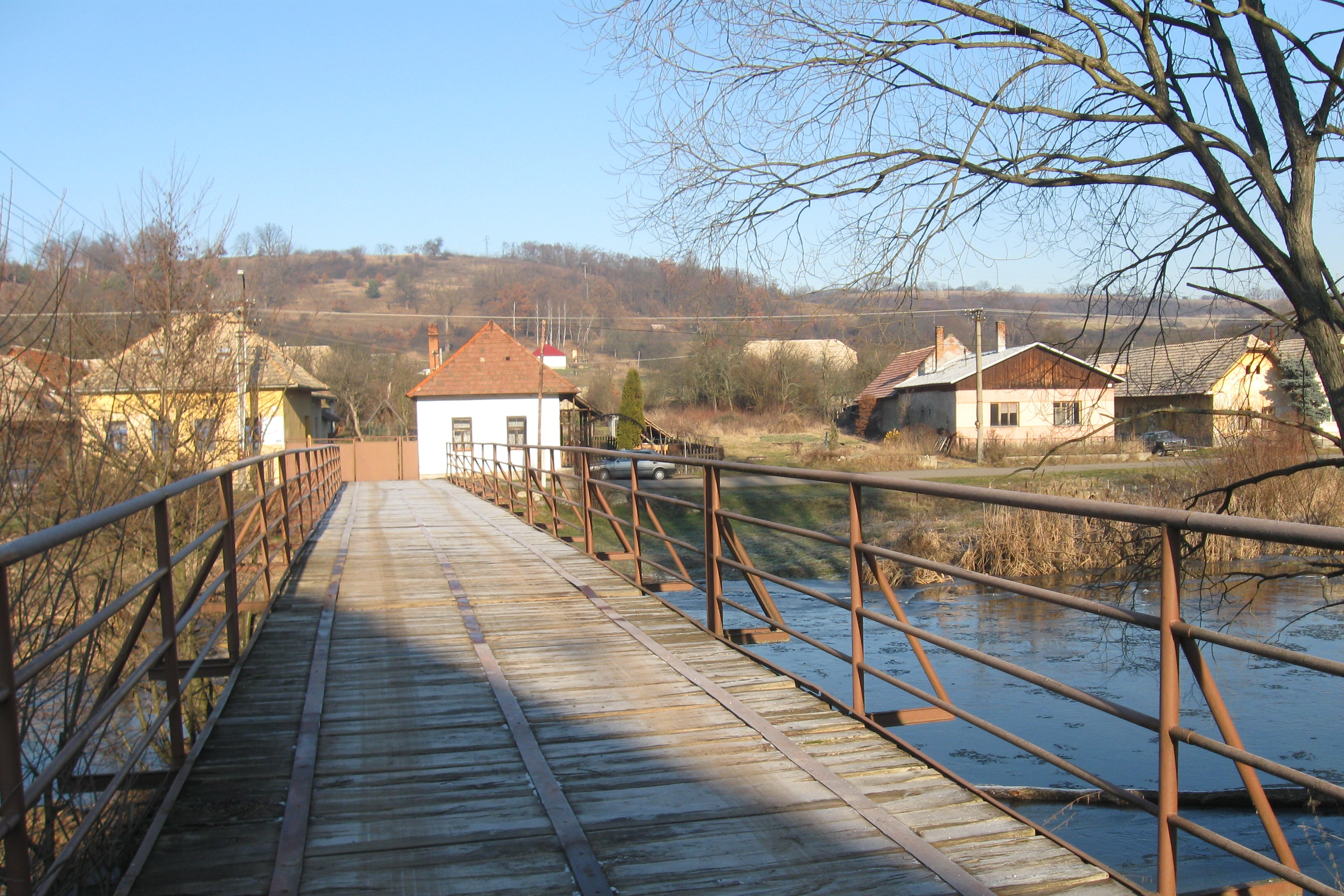
Most se školou v pozadí
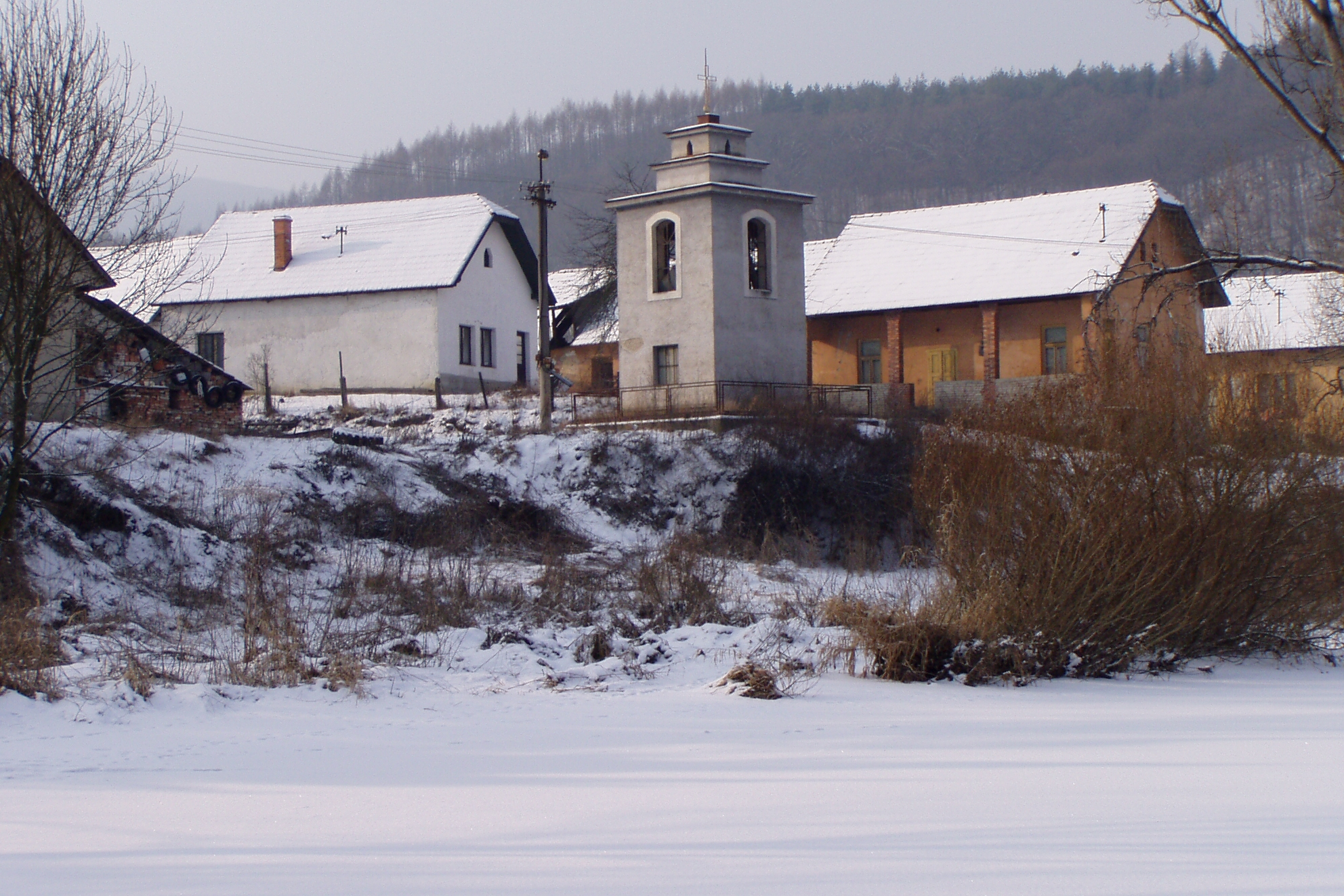
Zvonička
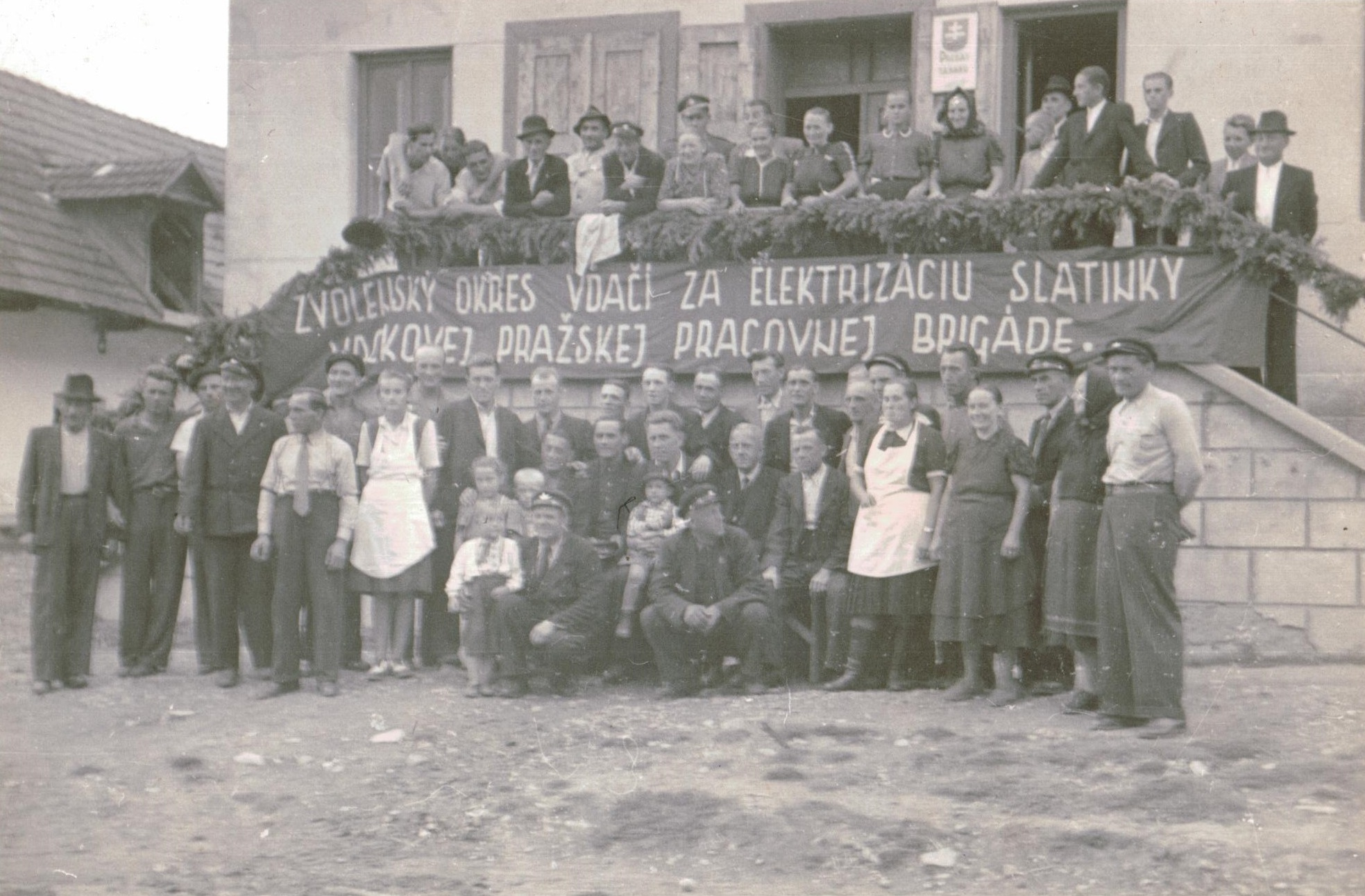
Oslava elektrifikace přibližně v roce 1947-1948
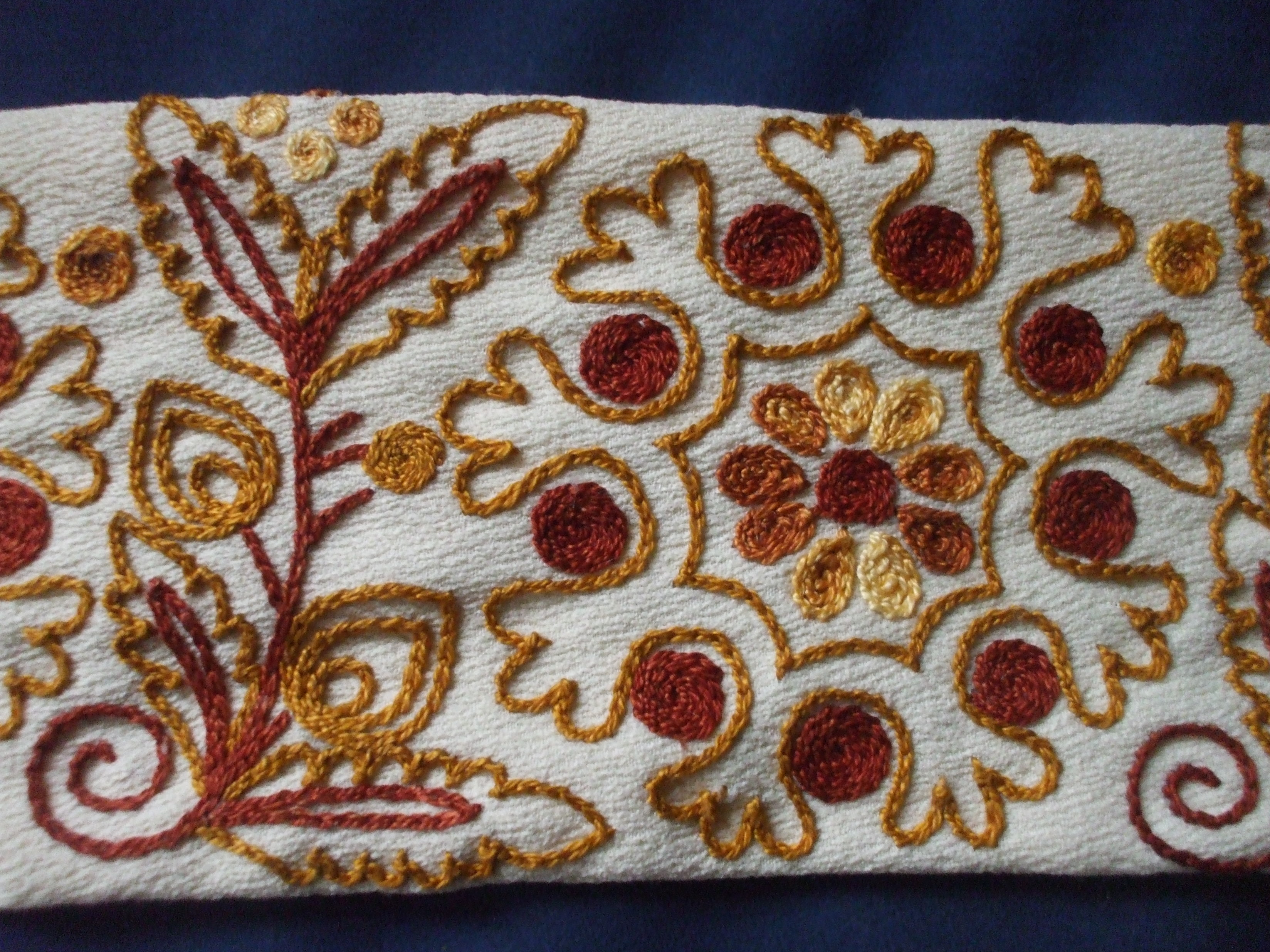
Typická výšivka křivou jehlou